# Euphyia mesembrina
Euphyia mesembrina is een vlinder uit de familie spanners (Geometridae). De wetenschappelijke naam is voor het eerst geldig gepubliceerd in 1927 door Rebel.
De soort komt voor in Europa.